# Nasynchronisatie

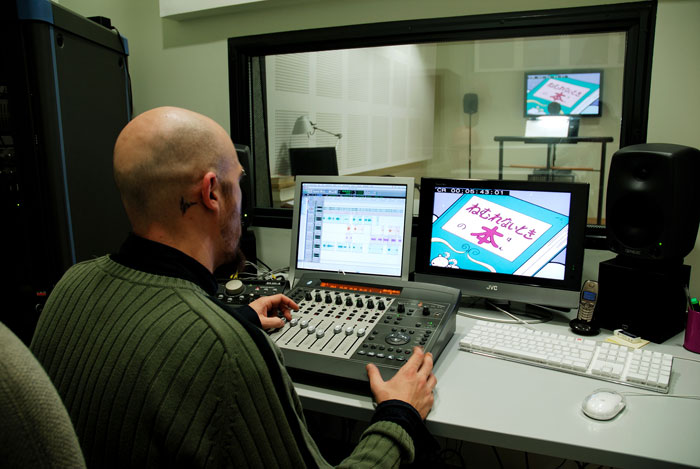
Nasynchronisatiestudio

Nasynchronisatie of dubben (Engels: dubbing) is het in postproductie toevoegen of vervangen van geluid (meestal stemmen, door stemacteurs) in filmmateriaal, waarbij het de bedoeling is dat de nieuwe audio zoveel mogelijk synchroon loopt met de mondbewegingen van de sprekers op het scherm.
Nasynchronisatie wordt meestal gebruikt om buitenlandse producties te vertalen. Dit is vooral gangbaar in grotere taalgebieden, zoals het Duitse, Franse, Italiaanse en Spaanse. Kleinere taalgebieden, zoals het Nederlandse, kiezen doorgaans voor ondertiteling en reserveren nasynchronisatie voor jeugdproducties. In landen als Polen en Rusland is commentaarvertaling gebruikelijk, waarbij een voice-over vertelt wat de personages in beeld zeggen.
Films worden tijdens de productie ook wel in de eigen taal nagesynchroniseerd, vaak om de geluidskwaliteit te verbeteren. Soms brengt men dan ook wijzigingen in de tekst aan. In sommige films met een internationale rolbezetting, zoals The Good, the Bad and the Ugly, spreekt elke acteur zijn eigen taal en worden voor elke taalversie de anderstalige acteurs nagesynchroniseerd. Van dergelijke films wordt er geen niet-nagesynchroniseerde versie uitgebracht.

## Geschiedenis

### Algemeen
De stomme film was een internationaal medium dat zich heel gemakkelijk liet exporteren: de tussentitels werden vervangen, of een explicateur zorgde live voor de vertaling. De komst van de geluidsfilm eind jaren 1920 wierp een taalbarrière op en dreigde de filmwereld te versnipperen. Daarnaast zag men geluidsfilms in vreemde talen in verschillende landen als een bedreiging voor de eigen taal en cultuur. Italië verbood onmiddellijk alle niet-Italiaanstalige films en ook een aantal andere Europese landen voerden protectionistische maatregelen in.
De filmindustrie begon daarom te experimenteren met verschillende methodes om een internationaal publiek aan te spreken. Onder de eerste geluidsfilms waren veel zang- en dansfilms waarin nauwelijks werd gesproken, zoals The Broadway Melody (1929). Bij simultaanproductie werd dezelfde film voor verschillende landen met verschillende acteurs opgenomen. Simultaanproductie werd aanvankelijk als dé oplossing voor het taalprobleem, maar heeft het uiteindelijk moeten afleggen tegen nasynchronisatie en ondertiteling.

### Nederland
Ook in Nederland werd in de jaren 20 en 30 geëxperimenteerd met verschillende vertaalmethodes. Bekende Nederlandse simultaanproducties zijn Hallo hier Hilversum Holland (1930, van de Britse film Elstree Calling) en De sensatie der toekomst (1931, van het Franse Magie moderne), maar dit kostbare procedé werd voor de kleine Nederlandse markt nauwelijks toegepast en de schaarse Nederlandse simultaanversies waren niet succesvol. In september 1929 deed ondertiteling zijn intrede in de Nederlandse bioscoop en in 1932 nasynchronisatie.

#### Volwassenen
De eerste twee Nederlandse nasynchronisaties verschenen in 1932 op initiatief van Loet Barnstijn: Der Geheimagent (De onbekende passagier) en Fünf von der Jazzband (Vijf van de jazzband). Sindsdien worden er sporadisch films Nederlands ingesproken, waaronder in 1936 Les mutinés de l'Elseneur (Muiterij op de Elseneur), in 1949 Les casse-pieds (Zeg luister 'ns even), in 1954 Din fortid er glemt (Vrouw zonder toekomst) en in 1965 Bartleby. Over de ondertitelde versie van Din fortid er glemt, die eveneens te zien was, merkte een recensent op dat de lange dialogen "naar gesproken Nederlandse tekst [deden] verlangen, temeer daar de lichtend witte onderschriften de vele opnamen in schemering en donker sterk vernielden." Hoewel de reacties op deze nasynchronisaties lang niet altijd afwijzend waren, leek het publiek er toch weinig behoefte aan te hebben en bleef ondertiteling de norm.
In 1977 werd de in het Engels opgenomen Nederlands-Franse coproductie Bloedverwanten voor de Nederlandse markt nagesynchroniseerd. Veronica zond in 2000 een aflevering van de Duitse serie HeliCops - Einsatz über Berlin in het Nederlands uit omdat jongeren geen Duits zouden willen horen, maar dat experiment kreeg geen vervolg. In 2018 zond AVROTROS de Duitse serie Bad Banks nagesynchroniseerd uit.
Sony begon bij de PlayStation 3-console om een aantal van diens grote, volwassen games van een Nederlandse nasynchronisatie te voorzien. Onder meer Heavenly Sword, Uncharted: Drake's Fortune en Heavy Rain kregen een Nederlandse versie. Laatstgenoemde bevat de stemmen van onder meer Carice van Houten, Frank Lammers en Ellen ten Damme.
Ook streamingdiensten bieden sporadisch volwassen films en series met Nederlandse nasynchronisatie aan. Zo heeft Netflix onder meer van Don't Look Up en Eurovision Song Contest: The Story of Fire Saga een Nederlandse versie laten maken. Amazon Prime Video is in 2022 een experiment gestart om minstens een jaar lang alle grote Original-films en -series in het Nederlands aan te bieden. Sindsdien zijn onder meer The Lord of the Rings: The Rings of Power, The Peripheral en The Terminal List in het Nederlands verschenen.
Alleen televisiereclamespotjes en thuiswinkelprogramma's worden regelmatig nagesynchroniseerd. Een uitzondering vormen de live-actionfilms van Asterix en Obelix, die ook 's avonds laat meestal nagesynchroniseerd op tv worden uitgezonden.

##### Nasynchronisatie in het Engels
Hoewel nasynchronisatie in het Nederlands tot in de jaren 90 weinig voorkwam was het in Nederland wel lange tijd gebruikelijk films – vooral spaghettiwesterns (Italiaans), exploitatiefilms (vaak Italiaans), kungfufilms (Chinees) en anime (Japans) – in het Engels te vertonen. Dit komt nog steeds wel voor. Van de Deense film Pelle de Veroveraar is in Nederland de Engelse versie op dvd uitgebracht. Nog in 2013 zond RTL 7 het Duitse Das Boot in het Engels uit.

#### Jeugd
Nasynchronisatie van jeugdfilms begon met Sneeuwwitje en de zeven dwergen in 1938 en is altijd gangbaar gebleven, al was ondertiteling ook hier lange tijd gebruikelijker. Animatie voor kinderen tot 8 jaar werd vaak nagesynchroniseerd, maar ook vaak ondertiteld. Bij producties voor oudere kinderen en live-action kwam nasynchronisatie maar zelden voor. De films van Pippi Langkous uit de jaren 60 en 70 zijn een bekende uitzondering.
Deze situatie begon halverwege de jaren 90 te veranderen. NRC-recensent Hans Beerekamp sprak in 1995 in zijn recensie van The Indian in the Cupboard (De indiaan in de kast) van "een opmerkelijke opmars" van nagesynchroniseerde live-actionfilms, die volgens hem was veroorzaakt door het succes op video van de Nederlands gesproken versies van Free Willy (1993) en Free Willy 2 (1995).
Kinderzenders als Cartoon Network, Fox Kids (nu Disney XD) en Nickelodeon, die voorheen veel ondertitelde programma's hadden uitgezonden, stapten in de jaren daarna vrijwel integraal over op nasynchronisatie. Bepalend voor het besluit live-action na te synchroniseren was het succes van de Nederlands gesproken versie van Ned's SurvivalGids in 2008, dat voor Nickelodeon reden was voortaan alle programma's in het Nederlands uit te zenden. Disney en Z@ppelin volgden niet veel later. Zelfs series die uitsluitend op tieners zijn gericht, zoals Victorious, iCarly en True Jackson, worden sindsdien nagesynchroniseerd.
De toegenomen nasynchronisatie betekent niet dat er nergens meer originele versies te zien zijn. Vrijwel alle nagesynchroniseerde films draaien ook ondertiteld in de bioscoop. Nickelodeon zond 's avonds laat in het tienerblok TeenNick ondertitelde series uit. Bij Cartoon Network, Boomerang, Disney XD en Disney Channel bestaat bij sommige televisieaanbieders de mogelijkheid over te schakelen naar een audiospoor in de oorspronkelijke taal.

### Vlaanderen
In Vlaanderen werden lange tijd geen of nauwelijks eigen nasynchronisaties geproduceerd, maar sinds Disney in 1995 naast een Nederlandse ook een Vlaamse versie van Toy Story uitbracht verschijnen van steeds meer jeugd- en familiefilms aparte Belgisch-Nederlandse versies. Als reden hiervoor wordt het uiteengroeien van de taal in beide landen genoemd. Vlaamse kijkers zouden zich ergeren aan 'Hollandse' nasynchronisaties en soms moeite hebben ze te verstaan. Al in 1958 bestonden er plannen de Nederlandse film Fanfare in het Vlaams te laten inspreken, maar die zijn uiteindelijk niet doorgegaan. Omgekeerd kreeg het Vlaamse De Texas Rakkers in 2009 een Noord-Nederlandse nasynchronisatie.
Van een enkele film bestaat wel een Vlaamse, maar geen Hollandse nasynchronisatie. Iron Man 3 werd in 2013 bij wijze van experiment Vlaams ingesproken, terwijl de film in Nederland alleen ondertiteld te zien was.
Een andere methode om (deels) aan de voorkeuren van het publiek in beide landen tegemoet te komen is het gebruik van een mengeling van Nederlandse en Belgische stemacteurs. Een bekend voorbeeld is De Leeuwenkoning (1994), waarin de personages Timon en Pumbaa Vlaams spreken. In Asterix en Obelix 3D: De Romeinse Lusthof (2014) spreken de Galliërs Vlaams en de Romeinen Hollands. Alleen de rollen van Asterix en Obelix zelf zijn voor beide landen apart ingesproken.
Ook wordt er steeds vaker gekozen voor een samenwerkingsverband van Vlaanderen en Nederland voor de nasynchronisatie van series van Cartoon Network, Disney XD en Nickelodeon. Dat betekent dus dat er in Nederlandse producties gebruik wordt gemaakt van Vlamingen en bij Vlaamse producties van Nederlanders.

## Voordelen en nadelen
Kijkers hebben in het algemeen een sterke voorkeur voor de vertaalmethode die in hun eigen land gebruikelijk is. Wie ondertiteling gewend is, ergert zich vaak aan de beperkte lipsynchroniciteit van nagesynchroniseerde programma's en prijst het feit dat de originele stemmen van de acteurs gehandhaafd blijven. Nasynchronisatie wordt vaak verdedigd met het argument dat nagesynchroniseerde programma's gemakkelijker te volgen zijn.

### Informatieoverdracht
Ondertiteling is vanwege de leestijd die de kijker nodig heeft beknopter dan de oorspronkelijke tekst. In de Nederlandse ondertiteling van een Engelstalig programma wordt gemiddeld 30% van de oorspronkelijke tekst weggelaten. Dit kan leiden tot informatieverlies. Bij nasynchronisatie is het in het algemeen wel mogelijk alle informatie over te brengen, al kan het voorkomen dat vertalingen van bepaalde zinnen moeten worden ingekort of opgerekt om de synchroniciteit te behouden.
Nasynchronisatie is gevoeliger voor censuur en manipulatie dan ondertiteling omdat de oorspronkelijke tekst geheel ontoegankelijk wordt. Bij ondertiteling bestaat altijd de mogelijkheid de oorspronkelijke tekst te horen. Bekende voorbeelden van gemanipuleerde nasynchronisaties zijn de Duitse versies van Casablanca (1942) en Notorious (1946), waaruit alle verwijzingen naar de nazi's zijn verwijderd.

### Toegankelijkheid
Nagesynchroniseerde programma's zijn niet te volgen voor doven. Ondertitelde programma's zijn niet of slecht toegankelijk voor wie niet (goed) kan zien of lezen. Uit een Zweeds onderzoek in 1979 bleek dat kinderen tussen 7 en 11 een ondertiteld programma minder goed begrijpen dan een nagesynchroniseerde versie. In een Nederlands onderzoek uit 1999 gaf 11% van de 50-plussers aan ondertitels moeilijk te kunnen volgen.

### Esthetiek
Een voordeel van nasynchronisatie is dat het beeld niet wordt verstoord door ondertiteling. Filmmakers als Bernardo Bertolucci en Éric Rohmer waren om die reden tegen ondertiteling. Daar staat tegenover dat een programma authentieker overkomt als de oorspronkelijke stemmen gehandhaafd blijven. Nasynchronisatie wordt als minder authentiek ervaren omdat volledige synchroniciteit nooit te bereiken is: de mondbewegingen wijken altijd af van de gesproken tekst. Ook het terugkeren van steeds maar weer dezelfde stemacteurs wordt als nadeel van nasynchronisatie genoemd.

### Leereffecten
Nasynchronisatie vergroot de woordenschat van de eigen taal van de kijker. Ondertiteling is daarentegen goed voor de leesvaardigheid en voor de kennis van vreemde talen. Dat laatste was voor een groep experts op het gebied van meertaligheid in 2007 reden om de Europese Commissie te adviseren nasynchronisatie terug te dringen.

## Nederlandstalige stemacteurs
In Nederland en Vlaanderen lenen diverse acteurs hun stem. In het Nederlandse taalgebied zijn Nederlandse stemacteurs oververtegenwoordigd, doordat de Vlaamse omroepen soms, maar steeds minder, gebruikmaken van Nederlandse nasynchronisatiestudio's, waarvoor vooral uit Nederland afkomstige acteurs werken. Ook een aantal Vlaamse presentatoren wordt vaak gebruikt als stemacteur.
Bekende stemacteurs die nasynchronisatie inspreken zijn:
- Thijs van Aken
- Ryan van den Akker
- Marjolein Algera
- René van Asten
- Bram Bart
- Louis van Beek
- Hein van Beem
- Philippe Bernaerts
- Anneke Beukman
- Door Van Boeckel
- Angélique de Boer
- Bart Bosch
- Stefan Brau
- Louis de Bree
- Fred Butter
- Jules Croiset
- Jann Cnossen
- Rob van Dam
- Huub Dikstaal
- Ruud Drupsteen
- Harm Edens
- Jon van Eerd
- Ewout Eggink
- Jan Elbertse
- Rinie van den Elzen
- Harrie Geelen
- Arnold Gelderman
- Tygo Gernandt
- Paul van Gorcum
- Paul Haenen
- Elaine Hakkaart
- Tanneke Hartzuiker
- Martin van den Ham
- Sander de Heer
- Lottie Hellingman
- Wam Heskes
- Marloes van den Heuvel
- Bob van der Houven
- Mandy Huydts
- Dieter Jansen
- Marcel Jonker
- Edna Kalb
- Jeroen Kijk in de Vegte
- Rolf Koster
- Johnny Kraaijkamp jr.
- Jeroen Kramer
- Lucie de Lange
- Lizemijn Libgott
- Frans Limburg
- Stan Limburg
- Christa Lips
- Lot Lohr
- Jurjen van Loon
- Ellis van Maarseveen
- Paula Majoor
- Fred Meijer
- Just Meijer
- Rob van de Meeberg
- Hilde de Mildt
- Hero Muller
- Reinder van der Naalt
- Tony Neef
- Martin Stoker
- Jan Nonhof
- Edwin Ouwehand
- Lex Passchier
- Jody Pijper
- Sander van der Poel
- Pieternel Pouwels
- Céline Purcell
- Edward Reekers
- Niki Romijn
- Florus van Rooijen
- Angela Schijf
- Wim T. Schippers
- Albert-Jan Sluis
- Ger Smit
- Marlies Somers
- Kenneth Stevens
- Rosanne Thesing
- Jürgen Theuns
- Marjolijn Touw
- David Verbeeck
- Laura Vlasblom
- Cruys Voorbergh
- Tuffie Vos
- Hymke de Vries
- Donna Vrijhof
- Bas Westerweel
- Ingeborg Wieten
- Olaf Wijnants
- Eva Zeijlstra
- Erik de Zwart